# 二辰丸案
二辰丸案是1908年发生在大清帝國与日本帝國之间的一次外交摩擦，最终以清朝政府失败妥协告终，激起了中国第一次抵制日货浪潮。

## 经过
1908年（清光緒三十四年，日本明治四十一年）2月，日本轮船二辰丸為澳門廣和店華商譚璧理偷運槍支彈藥，将神户辰马商行的步枪2000枝、子弹4万发自日本私运往澳门。2月6日上午，“二辰丸”在澳门路環島附近海面被清朝廣東水師巡視船四艘截獲。
日本政府和葡屬澳門政府先后都聲稱，“二辰丸”所航行的水面是葡萄牙的領海，且經過葡方允許。日本政府提出，船上原有日本国旗，被廣東水師擅自撤下，因此要求清政府必須歸還船隻、謝罪道歉、賠償損失與嚴懲禍首。英国人赫德也站出來干預此案。
。2月14日，日本驻华公使林权助向清朝发出抗议照会，葡萄牙公使柏德罗（Martinho de Brederode）也于2月18日照会清廷外交部，指该船被拿，有违葡国所领沿海权，并有碍葡国主权。清朝多次和日、葡交涉无效。
3月13日，日本公使林权助向清朝外务部提出5项要求：立即放回二辰丸；放船时，清朝兵舰鸣炮示歉；被扣军火由清朝购买，货价21400日元；处置相关官员；赔偿损失。最终，清廷于3月19日接受日方条款，派出中國軍艦鳴放二十一響禮炮以表示對日本的歉意，隨即釋放二辰丸。

## 反應
廣州民眾因不滿中國政府處理「二辰丸」事件的方式，激起強烈反日情緒。1908年3月19日，廣州自治會發起集會，逾萬人冒雨參加，場面擁擠。主席陳偉波演講，痛陳帝國危機及未來淪為奴隸的危險，激發民眾愛國情懷，會眾宣誓與日本抗爭到底，並有一萬五千人簽署反日誓詞。會議決定向全國及海外華人發電報，呼籲加入反日行動，並討論抵制日貨。

## 影响

### 改訂槍彈進口條約
清政府與日本政府達成杜絕軍火走私澳門共識，且透過此模式請英國政府禁絕香港軍火走私，更主動與各國簽定《改訂槍彈進口新章》，藉此條約規範外國在華走私軍火。除此之外，外務部在事件落幕後與葡萄牙勘查澳門界址，進而設置軍隊駐防，鞏固中國對澳門的控制權及領海權。

### 抵制日貨
清政府道歉行為被廣州民眾視為國恥，引起廣州與香港等地的商人群起抵制日本帝國主義，引發了近代中國首次抵制日貨運動。